# Tratado de Breda

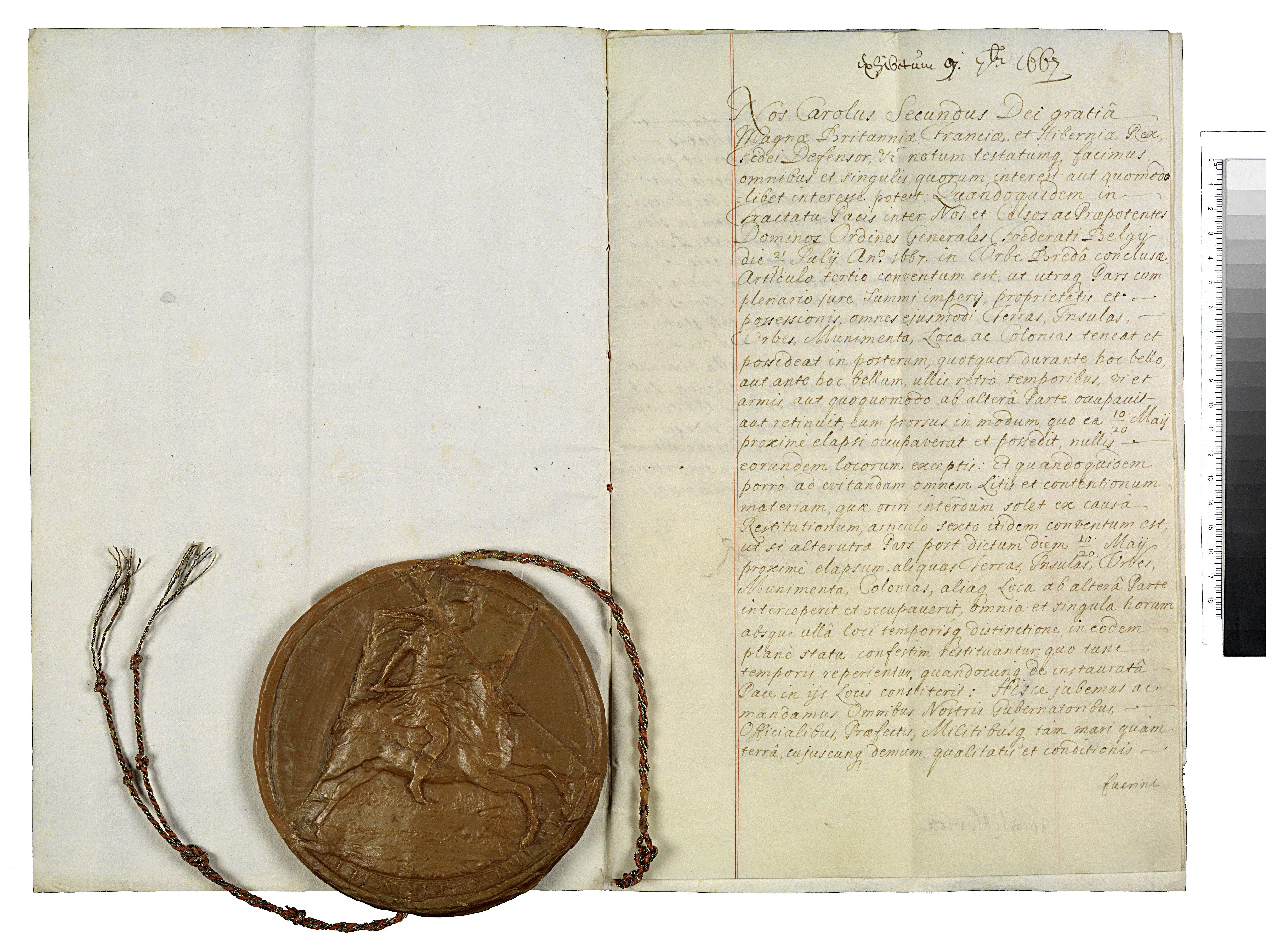
Última página del Tratado de Breda.

El Tratado de Breda fue firmado en la ciudad neerlandesa de Breda el 31 de julio de 1667 entre Inglaterra y las Provincias Unidas de los Países Bajos, Francia y Dinamarca.
Por él se dio fin a la segunda guerra anglo-neerlandesa entre Inglaterra y las Provincias Unidas (1665-1667), al tiempo que las fuerzas de Luis XIV comenzaban a invadir los Países Bajos Españoles, pero dejaba sin resolver muchas disputas territoriales. Era, por lo tanto, un típico tratado rápido uti possidetis. En las últimas fases de la guerra habían prevalecido los neerlandeses. El almirante de Ruyter virtualmente controlaba los mares alrededor de la costa sur de Inglaterra, siguiendo a su exitoso incursión en el Támesis (ataque de Medway), y su presencia animó a los comisionados ingleses a pedir la paz rápidamente. Las negociaciones, largamente pospuestas antes de este ataque, les llevó sólo un par de semanas después de él.
Mediante este tratado Inglaterra y los Países Bajos se intercambiaron el territorio norteamericano de los Nuevos Países Bajos (actualmente los estados de Nueva York y Nueva Jersey) por el territorio de Surinam, en las Guayanas, además de otros asentamientos.
Inglaterra dejaba sin efecto el Acta de Navegación de 1651 respecto a los barcos neerlandeses.